# 巴加塞斯縣
10°31′38″N 85°15′16″W / 10.52722°N 85.25444°W
巴加塞斯縣（西班牙語：Cantón de Bagaces），是哥斯達黎加的縣份，位於該國西北部，由瓜納卡斯特省負責管轄，首府設於巴加塞斯，始建於1923年8月21日，面積1,273.49平方公里，2011年人口19,536人，人口密度每平方公里15.34人。